# Leptochilus inflatipes
Leptochilus inflatipes är en stekelart som beskrevs av Giordani Soika 1952. Leptochilus inflatipes ingår i släktet Leptochilus och familjen Eumenidae. Inga underarter finns listade i Catalogue of Life.